# Рене, Ален
Ален Рене́ (фр. Alain Resnais; 3 июня 1922, Ванн — 1 марта 2014, Париж) — французский кинорежиссёр, сценарист, режиссёр монтажа, помощник режиссёра, продюсер и актёр, классик французского киноискусства. Его ранние режиссёрские работы относят к французской «новой волне». Несмотря на продолжительную и продуктивную карьеру, международное признание получил благодаря трём ранним фильмам: «Ночь и туман» (1955), «Хиросима, любовь моя» (1959), «В прошлом году в Мариенбаде» (1961). Дважды удостоен приза Жана Виго: в 1954 и 1956 году.

## Биография
Ален Рене родился и вырос в Бретани. С детства увлекался кинематографом и в четырнадцать лет уже снял любительской камерой свой первый короткометражный фильм. Одновременно он интересуется фотографией и литературой, особенно Гарри Диксоном, Прустом и Андре Бретоном. Как актёр дебютировал в 1942 году в небольшой роли в фильме «Вечерние посетители». В 1943 году поступает в Институт кинематографии на факультет режиссуры монтажа.
В 1946 году в Германии участвует во фронтовом театре под руководством Андре Вуазена. В том же году он работает помощником режиссёра и режиссёром монтажа в фильме «Париж 1900». Режиссёрским дебютом Алена Рене стал короткометражный документальный фильм «Ван Гог» (1947), завоевавший целый ряд международных призов. Андре Базен, защищая его от обвинений в неоправданной вульгаризации живописи, писал по поводу этого фильма в 1951 году:
В этой ленте режиссёр рассматривает всё творчество художника как единое огромное полотно, в пределах которого камера движется столь же свободно, как при съёмках любого документального фильма. Прямо с „улицы Арле“ мы „проникаем“ через окно „внутрь“ дома Ван Гога и приближаемся к кровати с красной периной. Точно так же Рене позволяет себе вставить „встречный план“ старой голландской крестьянки, которая входит в дом.— Андре Базен. Живопись и кино.
В 1950 году он снимает документальные фильмы «Гоген» и «Герника», которые историк кино Джей Лейда относит к категории искусствоведческих фильмов: «Этот жанр родственен монтажному тем, что почти весь его материал оформлен ещё до того, как к нему приблизился кинорежиссёр». По мнению американского киноведа: «Фильмы Рене о Ван-Гоге и о негритянской скульптуре не просто документации, а разговор со зрителем — художнику было что ему сказать. Этот разговор в фильме „Статуи тоже умирают“ (и о скульптуре, и о колониализме) настолько покоробил французские власти, что фильм запретили». За последующие десять лет он выпускает ещё несколько документальных фильмов, в том числе о фабрике Пешине.
Мировую известность Рене приобрёл благодаря успешному сотрудничеству с французскими писателями школы «нового романа» со многими из которых был знаком лично. В частности, в 1959 году на экраны вышел его фильм «Хиросима, любовь моя» по сценарию Маргерит Дюрас, а в 1961 году — «В прошлом году в Мариенбаде», сценарий к которому написал Ален Роб-Грийе.
В число наиболее известных работ Рене входят также снятая по сценарию Хорхе Семпруна картина «Война окончена» о франкистской Испании и фильм «Стависки», посвященный жизни французского афериста Александра Ставиского. Всего фильмография режиссёра насчитывает около 20 полнометражных картин.
Ален Рене скончался вечером 1 марта 2014 года в возрасте 91 года в окружении семьи. За две недели до смерти на 64-м Берлинском кинофестивале была презентована последняя работа Рене — «Любить, пить и петь», отмеченная на смотре премией Альфреда Бауэра.

## Личная жизнь
В 1969 году женился на актрисе Флоранс Мальро, но они развелись в 1996 году. В 1998 году женился на актрисе Сабине Азема. Они были женаты до его смерти в 2014 году.

## Фильмография
- 1959 — «Хиросима, любовь моя» / Hiroshima mon amour
- 1961 — «В прошлом году в Мариенбаде» / L’Annee derniere a Marienbad
- 1963 — «Мюриэль, или Время возвращения» / Muriel ou le temps d’un retour
- 1966 — «Война окончена» / La guerre est finie
- 1968 — «Люблю тебя, люблю»/  Je t’aime, je t’aime
- 1974 — «Стависки» / Stavisky
- 1977 — «Провидение» / Providence
- 1980 — «Мой американский дядюшка» / Mon oncle d’Amerique
- 1983 — «Жизнь — это роман» / La vie est un roman
- 1984 — «Любовь до смерти» / L’amour à mort
- 1986 — «Мелодрама» / Mélo
- 1989 — «Я хочу домой» / I Want to Go Home
- 1993 — «Курить/Не курить» / Smoking/no smoking
- 1997 — «Известные старые песни» / On connaît la chanson
- 2003 — «Только не в губы» / Pas sur la bouche
- 2006 — «Сердца» / Coeurs
- 2009 — «Дикие травы» / Les Herbes folles
- 2012 — «Вы ещё ничего не видели» / Vous n’avez encore rien vu
- 2014 — «Любить, пить и петь» / Aimer, boire et chanter

## Короткометражные (документальные) фильмы
- 1936 — «Приключение Ги» / Aventure de Guy
- 1946 — «Схема идентификации» / Schema d’une identification
- 1946 — «Открыто на переучет» / Ouvert pour cause d’inventaire
- 1947 — «Визит к Оскару Домингесу» / Visite a Oscar Dominguez
- 1947 — «Визит к Люсьену Куто» / Visite a Lucien Coutaud
- 1947 — «Визит к Хансу Хартунгу» / Visite a Hans Hartung
- 1947 — «Визит к Феликсу Лабиссу» / Visite a Felix Labisse
- 1947 — «Визит к Сезару Домела» / Visite a Cesar Domela
- 1947 — «Портрет Анри» / Portrait d’Henri Goetz
- 1947 — «Молоко «Нестле» / Le lait Nestle
- 1947 — «Алкоголь убивает» / L’alcool tue
- 1947 — «Кольцо» / La bague
- 1947 — «Естественный день» / Journee naturelle
- 1948 — «Ван Гог» / Van Gogh
- 1948 — «Мальфре» / Malfray
- 1948 — «Сады Парижа» / Les jardins de Paris
- 1948 — «Замки Франции» / Chateaux de France
- 1950 — «Герника» / Guernica
- 1950 — «Гоген» / Gauguin
- 1951 — «Эпизод «Гойя» в фильме «Картина»» / Pictura
- 1953 — «Статуи тоже умирают» / Les Statues meurent aussi
- 1955 — «Ночь и туман» / Nuit et brouillard
- 1956 — «Вся память мира» / Toute la memoire du monde
- 1957 — «Тайна ателье 15» / Le Mystere de l’atelier quinze
- 1958 — «Песнь о стироле» / Le Chant du styrene
- 1967 — «Эпизод «Клод Риддер» в фильме «Далеко от Вьетнама» / Pictura
- 1968 — «Эпизод в коллективном фильме Cinetracts»
- 1973 — «Эпизод «Уолл-стрит» в фильме «Год 01» / L’An 01
- 1991 — «Эпизод «Эстебану Гонсалесу Гонсалесу, Куба» в фильме «Против забвения» / Contre l’oubli
- 1992 — «Гершвин» / Gershwin

## Награды
- 1956 — премия Жана Виго за фильм «Ночь и туман»
- 1960 — «Золотой лев» Венецианского кинофестиваля за фильм «В прошлом году в Мариенбаде»
- 1961 — BAFTA за фильм «Хиросима, любовь моя»
- 1978 — премия «Сезар» лучшему режиссёру и за лучший фильм — за фильм «Провидение»
- 1980 — Приз ФИПРЕССИ Каннского кинофестиваля за фильм «Мой американский дядюшка»
- 1980 — Гран-при жюри Каннского кинофестиваля за фильм «Мой американский дядюшка»
- 1994 — «Серебряный медведь» Берлинского кинофестиваля за фильм «Курить/не курить»
- 1994 — премия «Сезар» лучшему режиссёру и за лучший фильм — за фильм «Курить/не курить»
- 1998 — «Серебряный медведь» Берлинского кинофестиваля за вклад в кинематограф
- 1998 — премия Сезар за лучший фильм — за фильм «Известные старые песни»
- 2006 — премия Венецианского кинофестиваля лучшему режиссёру за фильм «Сердца»
- 2009 — Специальный приз жюри «За выдающиеся творческие достижения» Каннского кинофестиваля — за фильм «Дикие травы»
- 2014 — «Серебряный медведь», приз Альфреда Бауэра Берлинского кинофестиваля за фильм «Любить, пить и петь»